# Mads Østberg
Mads Østberg (11 de octubre de 1987, Våler, Noruega) es un piloto de rally noruego que actualmente compite en el Campeonato Mundial de Rally, donde ha obtenido una victoria y 16 podios, así como el cuarto puesto de campeonato en 2012 y 2015, el quinto en 2014 y el sexto en 2011 y 2013.

## Trayectoria

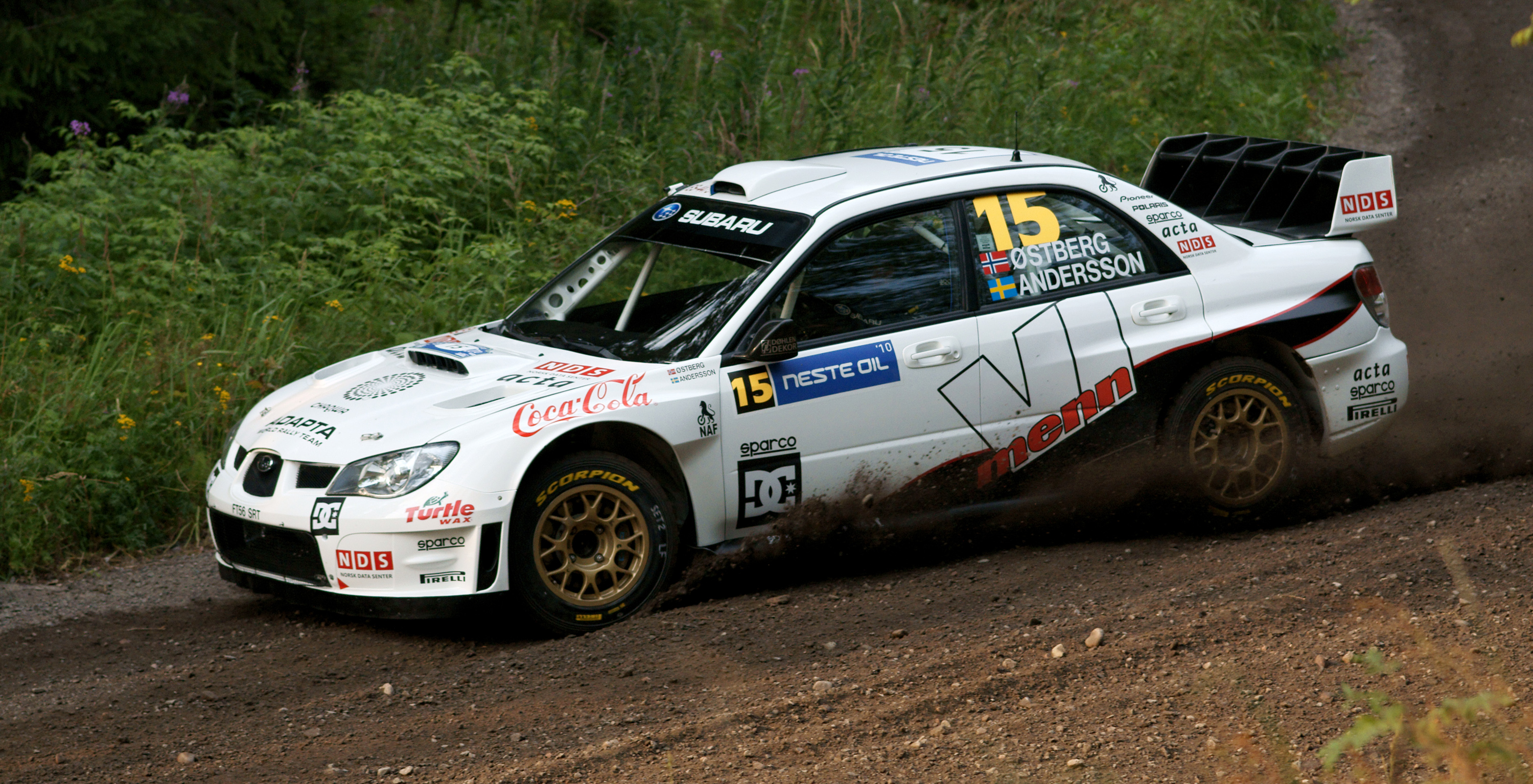
Impreza WRC de Østberg en el Rally de Finlandia de 2010.

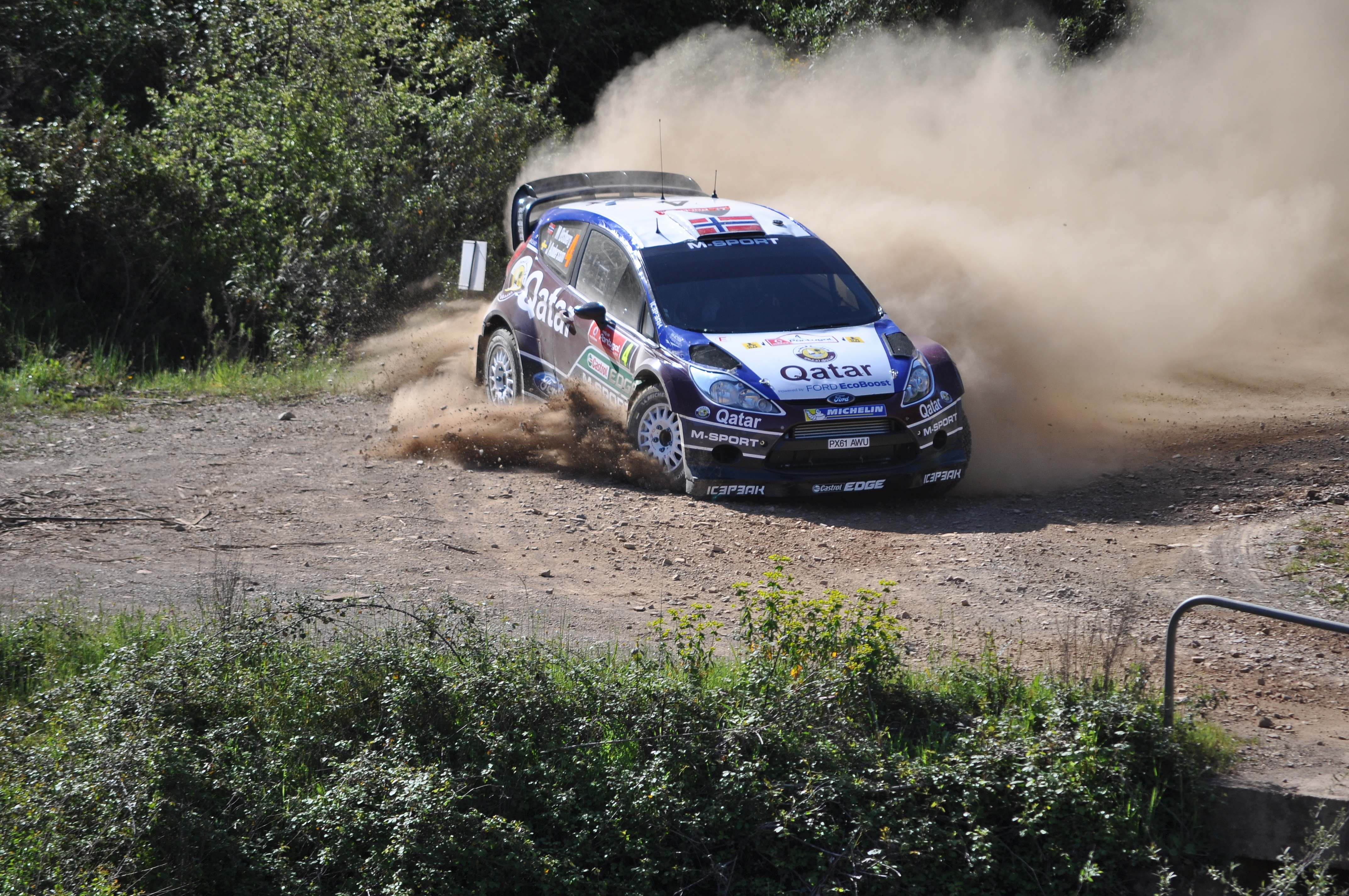
Mads Ostberg en Portugal 2013.

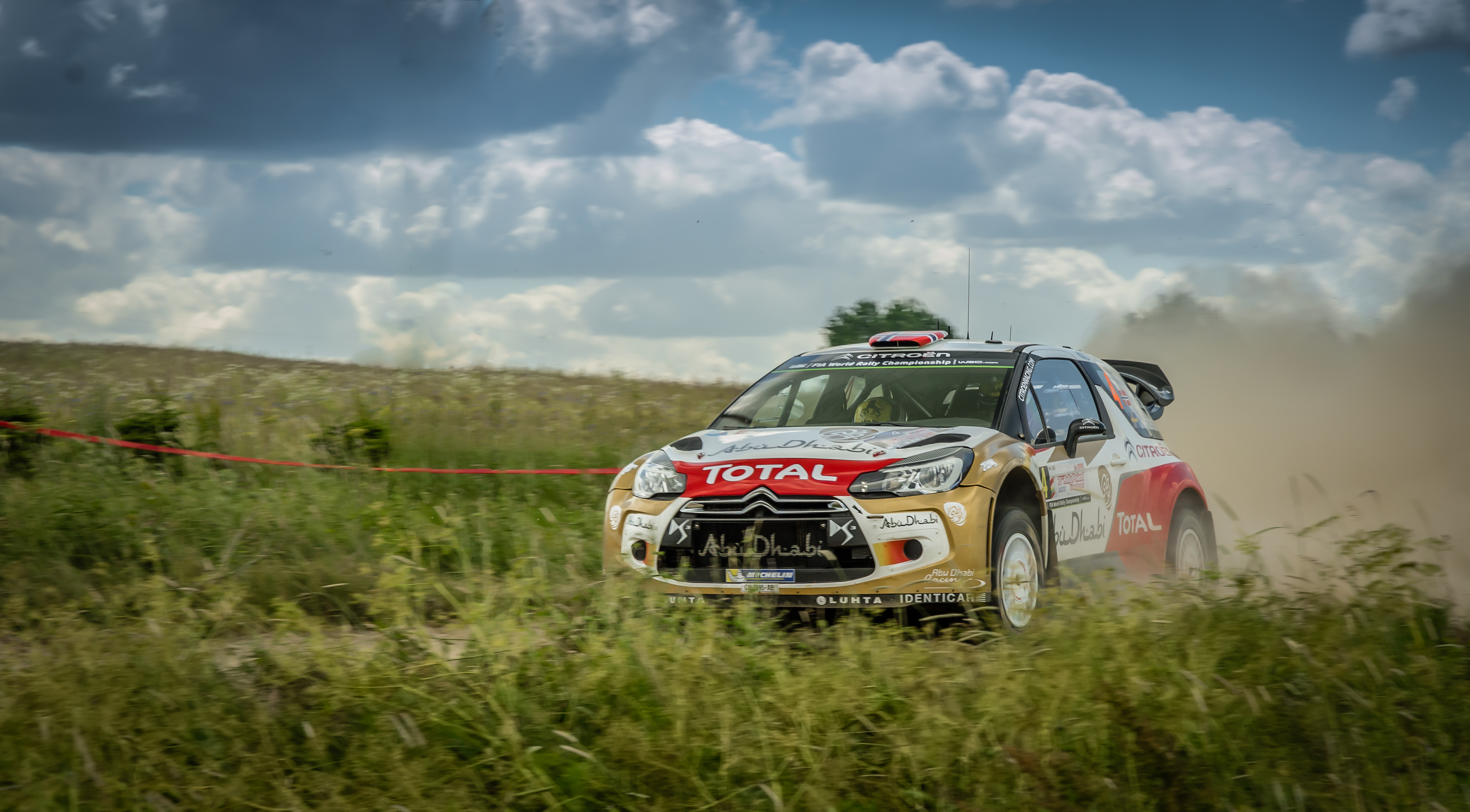
Østberg en el Rally de Polonia 2014.

### 2006 - 2010
Østberg debutó en el Campeonato Mundial de Rally en 2006 con un Subaru Impreza WRC del equipo Adapta. En 2007 disputó seis carreras, puntuó por primera vez en el Rally de Finlandia al llegar octavo. En las siete carreras en que participó en 2008, obtuvo dos novenos lugares. El piloto obtuvo un sexto lugar y dos séptimos en siete apariciones en 2009, siempre con un Subaru Impreza de Adepta. Así, se ubicó 11º en el campeonato de pilotos.

### 2011-2013: etapa Ford
El noruego puntuó en las cuatro carreras que disputó en 2010 con un Subaru Impreza WRC de Adapta. Por otra parte, disputó otras dos pruebas con un Ford Fiesta S2000 de M-Sport. Se convirtió en titular de dicho equipo en 2011. Llegó segundo en Suecia y Gran Bretaña, y obtuvo tres quintos lugares y dos sextos. Así, se colocó sexto en el campeonato de pilotos.
En el Rally de Portugal de 2012 logró su primera victoria, gracias en parte a la exclusión de Mikko Hirvonen que había terminado primero pero unas irregularidades encontradas en su Citroën DS3 WRC dieron al noruego la primera victoria de su carrera en el campeonato del mundo. La victoria de Ostberg es la primera para un piloto privado desde 1993, cuando había ganado Gianfranco Cunico el Rally de San Remo. 
Finalizó la temporada 2012 en el cuarto puesto. Puntuó en todas las pruebas, destacándose dos terceros lugares en Suecia y Argentina, y seis cuartos. En la última cita del año, en Cataluña, peleó hasta el último tramo contra el piloto de Ford, Jari-Matti Latvala, por el tercer puesto del campeonato.
En actividades ajenas al rally, Østberg impuso un nuevo récord mundial de salto en nieve con su Ford Fiesta RS WRC durante un festival de deportes extremos efectuado el 17 de marzo de 2013 en Trysil, Noruega.
Østberg continuó como piloto oficial de M-Sport en la temporada 2013. Llegó tercero en Suecia y Finlandia, y obtuvo un cuarto lugar, un quinto y tres sextos. Por tanto, resultó sexto en el campeonato.

### 2014-2015: Citroën WRT
En el mes de diciembre Citroën lo confirmó como piloto para la temporada 2014. Resultó segundo en Italia, tercero en Suecia, Portugal y Gran Bretaña, y cuarto en Mónaco y España. Por tanto, se colocó quinto en el campeonato.
En 2015, Østberg continu;o pilotando un CItroën DS3 WRC oficial. Finalizó segundo en México y Argentina, tercero en Finlandia, cuarto en Montecarlo y España, y quinto en Italia. De este modo, se ubicó cuarto en el campeonato de pilotos, por detrás del trío de Volkswagen, y cuatro puntos encima de su compañero de equipo Kris Meeke.

## Palmarés

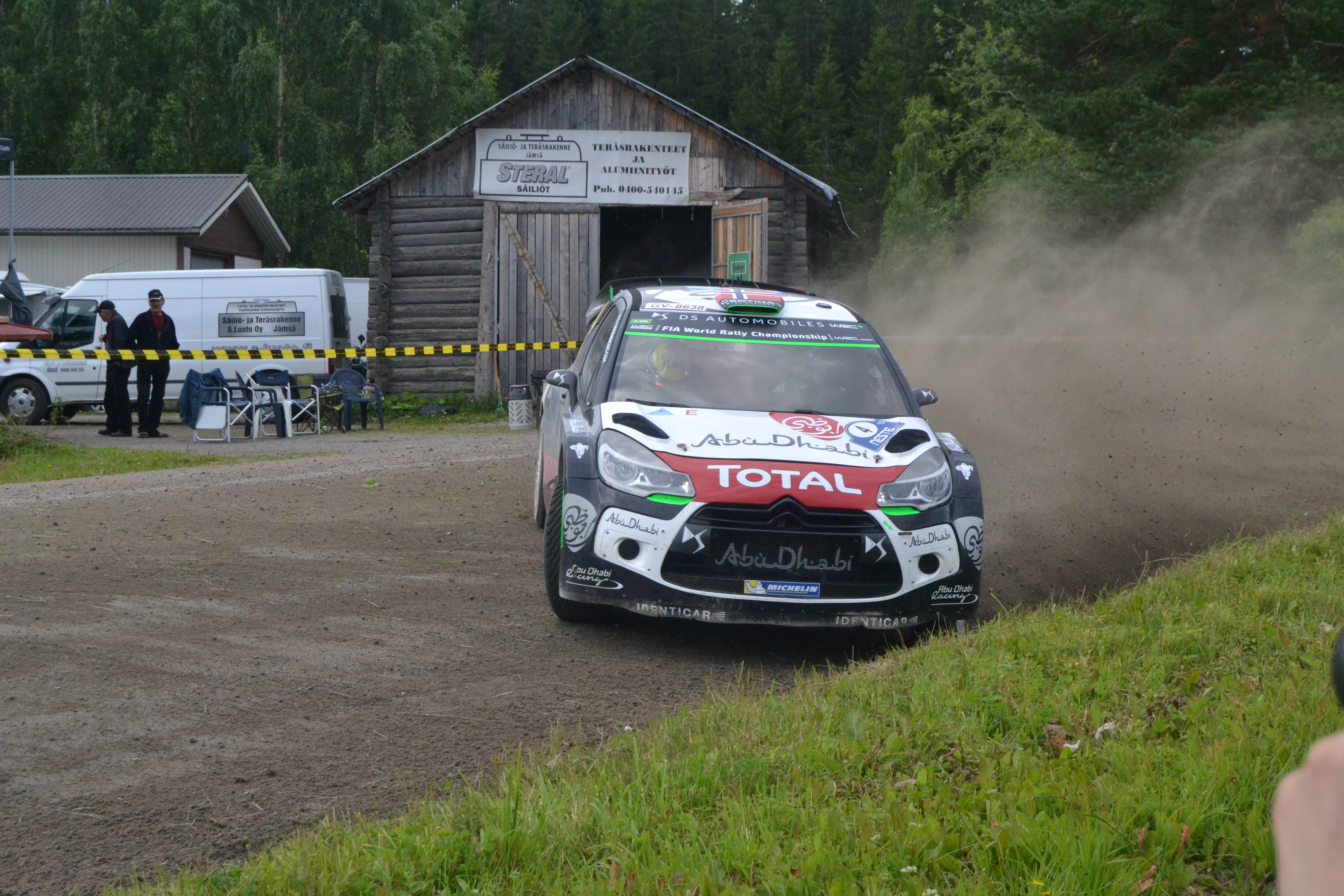
Østberg compitiendo el Rally de Finlandia de 2015, puntable para la temporada 2015 del WRC.

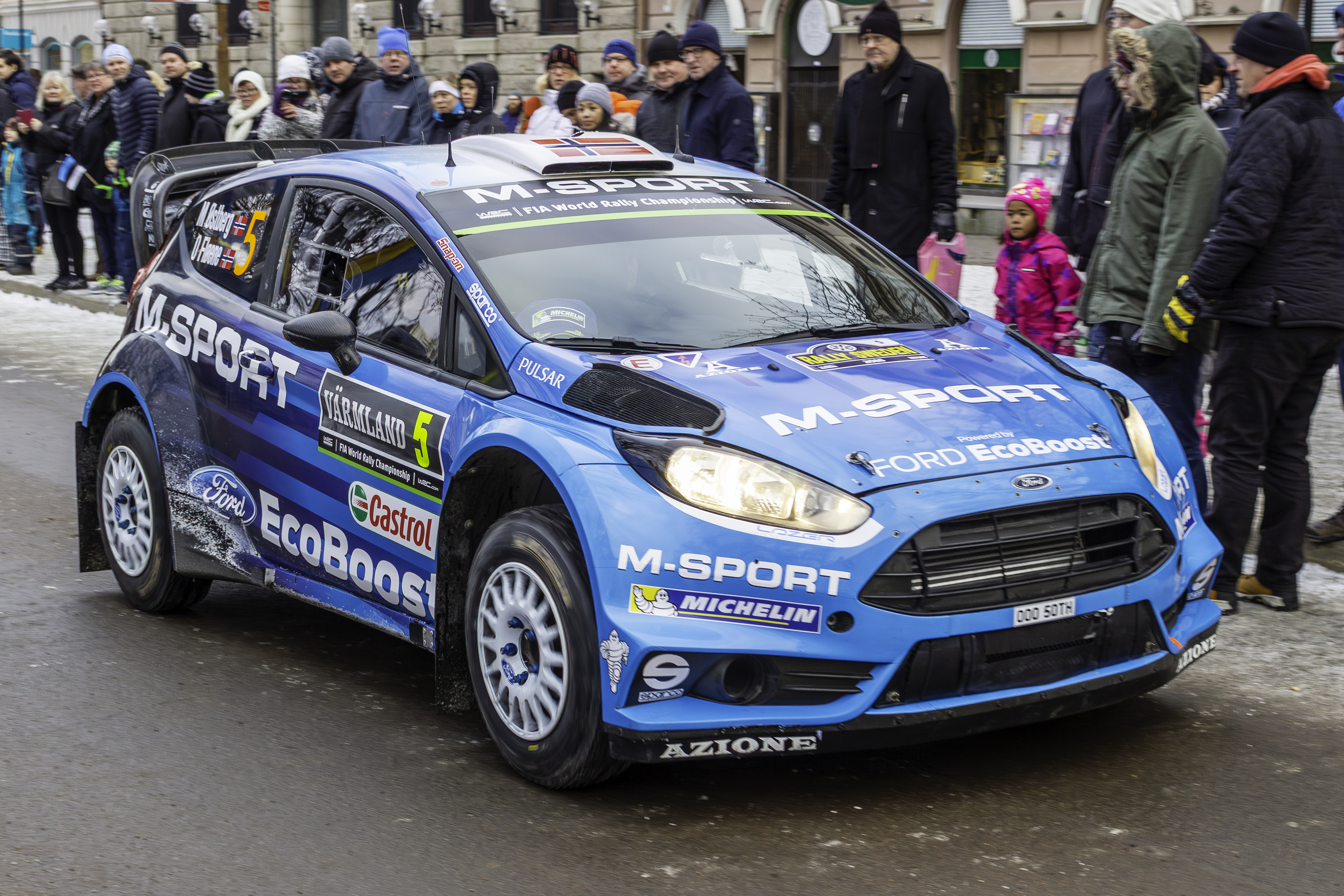
Mads Østberg en Suecia 2016.

### Títulos
| Año  | Título            | Automóvil     |
| ---- | ----------------- | ------------- |
| 2020 | Campeón del WRC 2 | Citroën C3 R5 |

### Victorias

#### Victorias en el Campeonato Mundial de Rally
| # | Rally                           | Temp. | Copiloto        | Auto               |
| - | ------------------------------- | ----- | --------------- | ------------------ |
| 1 | 46.º Vodafone Rally de Portugal | 2012  | Jonas Andersson | Ford Fiesta RS WRC |

#### Victorias en el WRC-2 Pro
| # | Rally                                    | Temp. | Copiloto         | Auto          |
| - | ---------------------------------------- | ----- | ---------------- | ------------- |
| 1 | 67th Rally Sweden                        | 2019  | Torstein Eriksen | Citroën C3 R5 |
| 2 | 39.º AXION Rally Argentina               | 2019  | Torstein Eriksen | Citroën C3 R5 |
| 3 | 55° RACC Rally Catalunya — Costa Daurada | 2019  | Torstein Eriksen | Citroën C3 R5 |

#### Victorias en el WRC-2
| # | Rally                               | Temp. | Copiloto         | Auto              |
| - | ----------------------------------- | ----- | ---------------- | ----------------- |
| 1 | 88ème Rallye Automobile Monte-Carlo | 2020  | Torstein Eriksen | Citroën C3 R5     |
| 2 | 68th Rally Sweden                   | 2020  | Torstein Eriksen | Citroën C3 R5     |
| 3 | 10. Rally Estonia                   | 2020  | Torstein Eriksen | Citroën C3 R5     |
| 4 | 41. ACI Rally Monza                 | 2020  | Torstein Eriksen | Citroën C3 R5     |
| 5 | Croatia Rally                       | 2021  | Torstein Eriksen | Citroën C3 Rally2 |

#### Victorias en el ERC
| # | Rally            | Temp. | Copiloto         | Auto              |
| - | ---------------- | ----- | ---------------- | ----------------- |
| 1 | 3º Rally Hungary | 2021  | Torstein Eriksen | Citroën C3 Rally2 |
| 2 | 4º Rally Hungary | 2023  | Patrik Barth     | Citroën C3 Rally2 |

## Resultados completos

### Campeonato Mundial de Rally
| Año  | Equipo                          | Vehículo               | 1      | 2       | 3       | 4       | 5       | 6       | 7       | 8       | 9       | 10      | 11     | 12     | 13    | 14    | Posic. | Puntos |
| ---- | ------------------------------- | ---------------------- | ------ | ------- | ------- | ------- | ------- | ------- | ------- | ------- | ------- | ------- | ------ | ------ | ----- | ----- | ------ | ------ |
| 2006 | Mads Østberg                    | Subaru Impreza WRC     | SUE 31 | FIN Ret |         |         |         |         |         |         |         |         |        |        |       |       | -      | 0      |
| 2006 | Adapta                          | Subaru Impreza WRC     |        |         | GBR 23  |         |         |         |         |         |         |         |        |        |       |       | -      | 0      |
| 2007 | Adapta AS                       | Subaru Impreza WRC     | SUE 9  | NOR 37  | POR Ret | ITA Ret | FIN 8   | GBR 11  |         |         |         |         |        |        |       |       | 21º    | 1      |
| 2008 | Adapta AS                       | Subaru Impreza WRC     | SUE 9  | ITA 11  | GRE 24  | FIN Ret | ESP 14  | FRA 9   | GBR Ret |         |         |         |        |        |       |       | -      | 0      |
| 2009 | Adapta AS                       | Subaru Impreza WRC2008 | NOR 9  | POR 6   | ITA 7   | GRE 7   | POL Ret | FIN Ret | GBR Ret |         |         |         |        |        |       |       | 11º    | 7      |
| 2010 | Adapta AS                       | Subaru Impreza WRC2007 | SUE 8  |         | FIN 7   |         |         | GBR 9   |         |         |         |         |        |        |       |       | 11º    | 18     |
| 2010 | Adapta AS                       | Subaru Impreza WRC2008 |        | POR 7   |         |         |         |         |         |         |         |         |        |        |       |       | 11º    | 18     |
| 2010 | Stobart M-Sport Ford Rally Team | Ford Fiesta S2000      |        |         |         | ALE 16  | FRA 41  |         |         |         |         |         |        |        |       |       | 11º    | 18     |
| 2011 | Stobart M-Sport Ford Rally Team | Ford Fiesta RS WRC     | SUE 2  | MEX 5   | POR 31  | JOR 13  | ITA 5   | ARG 5   | GRE 12  | FIN 6   | ALE Ret | FRA 7   | ESP 6  | GBR 2  |       |       | 6º     | 88     |
| 2012 | Adapta World Rally Team         | Ford Fiesta RS WRC     | SUE 3  | MEX 4   | POR 1   | ARG 3   | GRE 4   | NZL     | FIN 5   | ALE 4   | GBR 4   | FRA 5   | ITA 4  | ESP 4  |       |       | 4º     | 149    |
| 2013 | Qatar M-Sport WRT               | Ford Fiesta RS WRC     | MON 6  | SUE 3   | MEX 11  | POR 8   | ARG 7   | GRE 6   | ITA 8   | FIN 3   | ALE 9   | AUS 5   | FRA 8  | ESP 6  | GBR 4 |       | 6º     | 102    |
| 2014 | Citroën World Rally Team        | Citroën DS3 WRC        | MON 4  | SUE 3   | MEX 9   | POR 3   | ARG Ret | ITA 2   | POL Ret | FIN Ret | ALE 6   | AUS 16  | FRA 7  | ESP 4  | GBR 3 |       | 5º     | 108    |
| 2015 | Citroën World Rally Team        | Citroën DS3 WRC        | MON 4  | SUE 10  | MEX 2   | ARG 2   | POR 7   | ITA 5   | POL 9   | FIN 3   | ALE 7   | AUS INJ | FRA 6  | ESP 4  | GBR 3 |       | 4º     | 110    |
| 2016 | M-Sport World Rally Team        | Ford Fiesta RS WRC     | MON 4  | SWE 3   | MEX 3   | ARG 5   | POR 7   | ITA Ret | POL 8   | FIN 6   | GER 6   | FRA 9   | ESP 5  | GBR 8  | AUS 6 |       | 7º     | 102    |
| 2017 | M-Sport World Rally Team        | Ford Fiesta WRC        | MON    | SWE 15  | MEX     | FRA     | ARG 9   | POR 8   | ITA 7   | POL 7   | FIN 10  | GER     | ESP 5  | GBR 38 | AUS   |       | 15º    | 29     |
| 2018 | Citroën World Rally Team        | Citroën C3 WRC         | MON    | SWE 6   | MEX     | FRA     | ARG     | POR 6   | ITA 5   | FIN 2   | GER Ret | TUR 23  | GBR 8  | ESP    | AUS 3 |       | 10º    | 70     |
| 2019 | Citroën Total                   | Citroën C3 R5          | MON    | SWE 11  | MEX     | FRA     | ARG 9   | CHI 9   | POR 24  | ITA 18  | FIN     | GER 17  | TUR    | GBR 45 | ESP 9 | AUS C | 18º    | 6      |
| 2020 | PH-Sport                        | Citroën C3 R5          | MON 10 | SWE 12  | MEX     | EST 10  | TUR     | ITA 14  | MNZ 9   |         |         |         |        |        |       |       | 21º    | 4      |
| 2021 | Tagai Racing Technology WRT     | Citroën C3 Rally2      | MON    | ART     | CRO 9   | POR 9   | ITA 6   | SAF     | EST 10  | BEL     | GRE 31  | FIN 9   | ESP 15 | MNZ    |       |       | 13º    | 15     |

- [6]

### WRC-2 Pro
| Año  | Equipo        | Vehículo      | 1   | 2     | 3   | 4   | 5     | 6     | 7     | 8     | 9   | 10    | 11  | 12    | 13    | 14    | Posic. | Puntos |
| ---- | ------------- | ------------- | --- | ----- | --- | --- | ----- | ----- | ----- | ----- | --- | ----- | --- | ----- | ----- | ----- | ------ | ------ |
| 2019 | Citroën Total | Citroën C3 R5 | MON | SWE 1 | MEX | FRA | ARG 1 | CHL 2 | POR 3 | ITA 3 | FIN | GER 4 | TUR | GBR 5 | ESP 1 | AUS C | 2º     | 145    |

### WRC-2
| Año  | Equipo                      | Vehículo          | 1     | 2     | 3     | 4     | 5     | 6     | 7     | 8   | 9     | 10     | 11    | 12  | 13  | Posic. | Puntos |
| ---- | --------------------------- | ----------------- | ----- | ----- | ----- | ----- | ----- | ----- | ----- | --- | ----- | ------ | ----- | --- | --- | ------ | ------ |
| 2017 | Adapta                      | Ford Fiesta R5    | MON   | SWE   | MEX   | FRA   | ARG   | POR   | ITA   | POL | FIN   | GER WD | ESP   | GBR | AUS | NC     | 0      |
| 2020 | PH Sport                    | Citroën C3 R5     | MON 1 | SWE 1 | MEX   | EST 1 | TUR   | ITA 4 | MNZ 1 |     |       |        |       |     |     | 1º     | 112    |
| 2021 | Tagai Racing Technology WRT | Citroën C3 Rally2 | MON   | ART   | CRO 1 | POR 3 | ITA 2 | SAF   | EST 2 | BEL | GRE 8 | FIN 2  | ESP 4 | MNZ |     | 2º     | 135    |

### ERC
| Año  | Equipo                     | Automóvl          | 1       | 2      | 3     | 4     | 5       | 6   | 7       | 8     | 9   | 10  | Pos. | Puntos |
| ---- | -------------------------- | ----------------- | ------- | ------ | ----- | ----- | ------- | --- | ------- | ----- | --- | --- | ---- | ------ |
| 2016 | RMC Motorsport             | Ford Fiesta R5    | ESP Ret | IRL    | GRE   | POR   | BEL     | EST | POL     | CZE   | LAT | CYP | NC   | 0      |
| 2017 | Adapta                     | Ford Fiesta R5    | POR     | ESP    | GRE   | CYP   | POL Ret | CZE | ITA     | LAT   |     |     | NC   | 0      |
| 2021 | Citroën Rally Team Hungary | Citroën C3 Rally2 | POL     | LAT    | ITA   | CZE   | POR     | POR | HUN 1   | ESP   |     |     | 15.º | 37     |
| 2023 | MRF Tyres Dealer Team      | Citroën C3 Rally2 | POR 2   | ESP 16 | POL 4 | LAT 3 | SWE 8   | ITA | CZE Ret | HUN 1 |     |     | 3.º  | 115    |
| 2024 | TRT Rally Team             | Citroën C3 Rally2 | HUN Ret | ESP 9  | SWE 5 | EST 4 | ITA Ret | CZE | GBR     | POL   |     |     | 7.º  | 51     |
| 2025 | TRT Rally Team             | Citroën C3 Rally2 | ESP 8   | HUN 2  | SWE   | POL   | ITA     | CZE | GBR     | CRO   |     |     | 2.º* | 37*    |

- * Temporada en curso.